# Alexandre Blain
Alexandre Blain (Aix-en-Provence, 7 maart 1981) is een Frans voormalig beroepswielrenner die zowel op de weg als op de baan actief was. Hij reed anno 2018 bij de amateurs.

## Carrière
Blain werd geboren in Aix-en-Provence en reed dan ook enige tijd voor zijn "thuisploeg" Avc Aix-en-Provence. In 2005 won hij een rit in de Ronde van Lleida en in 2006 eindigde hij als tweede op het Franse baankampioenschap op het onderdeel puntenkoers. In 2007 won Blain heel wat wedstrijden. Zo zette hij het eindklassement van de Ronde van de Loir-et-Cher naar zijn hand en won hij etappes in de Ronde van de l'Oise en de Ronde van Gironde. Ook reed hij goed in de Driedaagse van Vaucluse, waar hij in het eindklassement een plek bij de eerste tien bezette.
In 2008 en 2009 kwam Blain uit voor de grote Franse ploeg Cofidis. Hierna ging hij naar het kleinere Britse Endura Racing.

## Belangrijkste overwinningen
2005
4e etappe Ronde van Lleida
2007
Eindklassement Ronde van Loir-et-Cher
5e etappe Ronde van de Oise
2011
6e etappe Ronde van Normandië
Eindklassement Ronde van Normandië
2012
Rutland-Melton Classic
2013
3e etappe Ronde van Normandië
2015
3e etappe Circuit des Ardennes (ploegentijdrit)

## Resultaten in voornaamste wedstrijden
| Jaar | Milaan-San Remo | Gent-Wevelgem | Ronde van Vlaanderen | Parijs-Roubaix |
| ---- | --------------- | ------------- | -------------------- | -------------- |
| 2008 |                 | 87e           |                      |                |
| 2009 | opgave          | 69e           | opgave               | 77e            |

## Ploegen
- 2008 –  Cofidis, le Crédit Par Téléphone
- 2009 –  Cofidis, le Crédit en Ligne
- 2010 –  Endura Racing
- 2011 –  Endura Racing
- 2012 –  Endura Racing
- 2013 –  Team Raleigh
- 2014 –  Team Raleigh-GAC
- 2015 –  Team Marseille 13 KTM
- 2016 –  Madison-Genesis
- 2017 –  Madison-Genesis